# Шмид, Ханс-Ульрих
Ханс-Ульрих «Ули» Шмид (нем. Hans-Ulrich "Uli" Schmied; род. 23 февраля 1947, Майсен) — немецкий гребец, выступавший за сборную ГДР по академической гребле в 1960-х и 1970-х годах. Двукратный бронзовый призёр Олимпийских игр, чемпион мира и Европы, победитель и призёр многих регат национального значения.

## Биография
Ханс-Ульрих Шмид родился 23 февраля 1947 года в Майсене. Проходил подготовку в Берлине в столичном спортивном клубе «Берлин-Грюнау».
Впервые заявил о себе в 1968 году, когда в первый раз выиграл чемпионат ГДР по академической гребле, вошёл в основной состав восточногерманской национальной сборной и выступил на летних Олимпийских играх 1968 года в Мехико — совместно с Манфредом Хаке занял здесь пятое место в программе парных двоек.
В 1970 году стал серебряным призёром в двойках на чемпионате мира в Сент-Катаринсе. В той же дисциплине был лучшим на чемпионате Европы 1971 года в Копенгагене.
Благодаря череде удачных выступлений удостоился права защищать честь страны на Олимпийских играх 1972 года в Мюнхене — вместе с напарником Йоахимом Бёмером занял третье место в зачёте парных двоек, пропустив вперёд только экипажи из СССР и Норвегии — тем самым завоевал бронзовую олимпийскую медаль.
В 1973 году в парных двойках одержал победу на европейском первенстве в Москве. В следующем сезоне победил на мировом первенстве в Люцерне.
Находясь в числе лидеров гребной команды ГДР, благополучно прошёл отбор на Олимпийские игры 1976 года в Монреале — здесь вместе с Юргеном Бертовым вновь показал третий результат в программе парных двоек, уступив на сей раз экипажам из Норвегии и Великобритании — тем самым добавил в послужной список ещё одну бронзовую олимпийскую медаль.
После монреальской Олимпиады Шмид ещё в течение некоторого времени оставался в составе гребной команды ГДР и продолжал принимать участие в крупнейших международных регатах. Так, в 1977 году он выступил на чемпионате мира в Амстердаме, где получил серебро в программе парных двоек.
За выдающиеся спортивные достижения трижды награждался орденом «За заслуги перед Отечеством» в бронзе (1971, 1974, 1976).
Впоследствии проявил себя в строительной сфере, получил высшее инженерное образование и после объединения Германии работал архитектором в Берлине. Женат на известной немецкой гребчихе Бербель Бендикс, так же побеждавшей на чемпионате мира.